# Jonah Hill
Jonah Hill Feldstein (sinh ngày 20 tháng 12 năm 1983) là một diễn viên, đạo diễn, nhà sản xuất, nhà biên kịch và diễn viên hài người Mỹ. Hill được biết đến với những vai diễn hài trong các bộ phim bao gồm Superbad (2007), Knocked Up (2007), Quên Sarah Marshall (2008), Get Him to the Greek (2010), 21 Jump Street (2012), This Is the End (2013) và 22 Jump Street (2014) cũng như các màn trình diễn của anh trong Moneyball (2011) và The Wolf of Wall Street (2013), qua đó anh nhận được đề cử giải Oscar cho Nam diễn viên phụ xuất sắc nhất.
Hill xếp thứ 28 trên bảng xếp hạng các diễn viên được trả lương cao nhất thế giới của tạp chí Forbes từ tháng 6 năm 2014 đến tháng 6 năm 2015, mang về 16 triệu đô la. Là một nhà biên kịch, ông đã đóng góp cho các câu chuyện của 21 Jump Street, 22 Jump Street, Sausage Party và Why Him?. Năm 2018, Hill đóng vai chính trong bộ phim hài hài đen tối của Netflix Maniac và ra mắt đạo diễn với bộ phim Mid90s, từ kịch bản của chính anh.

## Sự nghiệp diễn xuất

### Điện ảnh
| Năm  | Tên phim      | Vai diễn     | Ghi chú |
| ---- | ------------- | ------------ | ------- |
| 2021 | Đừng nhìn lên | Jason Orlean |         |